# Славинский, Николай Евстафьевич
Никола́й Евста́фьевич Слави́нский (июнь 1838 или 1839, Симферополь — март 1919) — русский писатель, редактор первых почтово-телеграфных периодических изданий Российской империи, основатель и первый директор Почтово-телеграфного музея в Санкт-Петербурге (ныне Центральный музей связи имени А. С. Попова).

## Биография
Николай Славинский родился в июне 1838 года (или в 1839) в Симферополе. Образование получил в Симферопольской гимназии и Ришельевском лицее в Одессе.
В 1869 году посетил США, приехав к своей сестре Марии Славинской, которая вышла замуж за российского эмигранта Владимира Гейнца (Вильяма Фрея) и стала в замужестве Мэри Фрей. Славинский поместил в «Отечественных записках» 1871 и 1872 годов ряд «Писем об Америке и русских переселенцах», обративших на себя внимание правдивостью и удачным выбором наиболее характерных черт американской жизни. Письма вышли отдельным изданием в 1873 году, под названием «Письма об Америке и русских переселенцах».
В «Письмах» Славинский красочно описал повседневный быт американцев, особенно жителей Нью-Йорка. Часть «Писем» посвящена американской прессе, два — жизни американских индейцев, но в большинстве «Писем» Славинский подробно описывал жизнь российских эмигрантов, обозначая их лишь инициалами. Особое внимание писатель уделял испытываемому эмигрантами разочарованию жизнью, в условиях которой оставался неиспользованным их творческий потенциал и интеллект. Вопреки ожиданиям найти в Америке «землю обетованную» и счастье, писал Славинский, не знакомые с местными условиями жизни, не знающие языка страны, не имеющие права на получение помощи россияне с самого начала столкнулись с необходимостью вести отчаянную борьбу за выживание и с бесконечными страданиями.
В 1872 году Славинский поступил в Санкт-Петербурге на службу в телеграфный департамент. По его инициативе в 1873 году был основан периодический орган этого ведомства с неофициальным отделом, «Сборник распоряжений по телеграфному ведомству», переименованный в 1884 году в «Сборник распоряжений по Главному управлению почт и телеграфов», а в 1888 году — «Почтово-телеграфный журнал». Это были первые в Российской империи ведомственные периодические издания почтово-телеграфного профиля и редактировались Н. Е. Славинским. В этом журнале было помещено множество статей самого Славинского по истории почтового дела.
В 1872 году Н. Е. Славинским был также устроен интересный музей почтово-телеграфного ведомства, ставший впоследствии основой Центрального музея связи имени А. С. Попова. Как отмечает Любовь Ивановна Бажитова, старший научный сотрудник исследовательского отдела документальных фондов этого музея, «оба эти занятия [журнал и музей] составили основной смысл его жизни и деятельности. Н. Е. Славинский прослужил в почтово-телеграфном ведомстве почти 40 лет (с 1872 по 1911 год), оставив после себя замечательные дела и добрую память».
С 1913 по 1918 год — товарищ (заместитель) председателя, хранитель музея древностей и библиотекарь Таврической учёной архивной комиссии.
Умер в марте 1919 года.